# Тугаєво (Комсомольський район)
Туга́єво (рос. Тугаево, чув. Чăваш Тукай) — село у складі Комсомольського району Чувашії, Росія. Адміністративний центр Тугаєвського сільського поселення.
Населення — 564 особи (2010; 582 у 2002).
Національний склад:
- чуваші — 99 %